# Aneta Lemiesz
Aneta Lemiesz (* 17. Januar 1981 in Łódź) ist eine polnische Leichtathletin, die sich auf den Mittelstreckenlauf fokussiert hat und auch im Sprint an den Start ging.

## Sportliche Laufbahn
Erste internationale Erfahrungen sammelte Aneta Lemiesz im Jahr 1997, als sie bei den Junioreneuropameisterschaften in Ljubljana mit 3:36,56 min den fünften Platz mit der polnischen 4-mal-400-Meter-Staffel belegte. Im Jahr darauf gewann sie bei den World Youth Games in Moskau in 54,36 s die Silbermedaille im 400-Meter-Lauf und siegte in 46,65 s in der 4-mal-100-Meter-Staffel. 1999 schied sie bei den Junioreneuropameisterschaften in Riga mit 54,81 s in der ersten Runde über 400 m aus und gewann in der 4-mal-400-Meter-Staffel in 3:35,24 min die Bronzemedaille. Im Jahr darauf sicherte sie sich dann bei den Juniorenweltmeisterschaften in Santiago de Chile in 52,78 s die Silbermedaille über 400 m und wurde mit der Staffel in 3:36,11 min Vierte. 2001 gewann sie bei den U23-Europameisterschaften in Amsterdam in 53,25 s die Bronzemedaille im Einzelbewerb hinter der Ukrainerin Antonina Jefremowa und Helen Karagounis aus dem Vereinigten Königreich und mit der Staffel sicherte sie sich in 3:32,38 min gemeinsam mit Aleksandra Pielużek, Monika Bejnar und Justyna Karolkiewicz die Silbermedaille hinter dem britischen Team. Anschließend startete sie mit der Staffel bei den Weltmeisterschaften im kanadischen Edmonton und belegte dort mit 3:27,78 min im Finale den siebten Platz. Zudem schied sie bei den Spielen der Frankophonie in Ottawa mit 52,95 s im Vorlauf über 400 m aus. 2002 gewann sie bei den Halleneuropameisterschaften in Wien in 3:32,45 min gemeinsam mit Anna Guzowska, Anna Rostkowska und Grażyna Prokopek die Silbermedaille hinter dem belarussischen Team. Im Herbst begann sie ein Studium an der Brigham Young University in Provo im US-Bundesstaat Utah.
2006 startete sie im 800-Meter-Lauf bei den Europameisterschaften in Göteborg und erreichte dort das Halbfinale, in dem sie mit 2:01,25 min ausschied. Anschließend wurde sie beim IAAF World Cup in Athen in 2:01,53 min Fünfte über 800 m und auch mit der 4-mal-400-Meter-Staffel gelangte sie mit 3:37,22 min auf Rang fünf. Im Jahr darauf schied sie bei den Halleneuropameisterschaften in Birmingham mit 2:01,39 min im Halbfinale aus und klassierte sich im Staffelbewerb mit 3:30,31 min auf Rang vier. Im Juli 2009 bestritt sie in Sopot ihren vorerst letzten offiziellen Wettkampf auf der Bahn und kehrte dann 2016 zur Leichtathletik zurück und ist dort vor allem in der Masters-Altersklasse aktiv. Zudem ist sie seit 2019 renommierte Pacemakerin bei internationalen Wettkämpfen.
2006 wurde Lemiesz polnische Meisterin im 800-Meter-Lauf und in den Jahren 2001 und 2007 wurde sie Hallenmeisterin über 400 m.

## Persönliche Bestleistungen
- 400 Meter: 52,68 s, 17. Juni 2001 in Warschau
  - 400 Meter (Halle): 53,12 s, 18. Februar 2007 in Spała
- 600 Meter: 1:28,71 min, 18. August 2007 in Międzyzdroje
  - 600 Meter (Halle): 1:28,18 min, 21. Januar 2007 in Warschau
- 800 Meter: 1:59,93 min, 11. Juni 2006 in Victoria
  - 800 Meter (Halle): 2:01,32 min, 11. Februar 2007 in Karlsruhe